# Jacksonena
Jacksonena es un género de molusco gasterópodo de la familia Camaenidae en el orden de los Stylommatophora.

## Especies
Las especies de este género son:
- Jacksonena delicata
- Jacksonena rudis